# 帕特里克·塞凯拉
帕特里克·塞凯拉（西班牙語：Patrick Sequeira，1999年3月1日—），哥斯达黎加男子足球运动员，司职守门员。他曾代表哥斯达黎加国家队参加2022年国际足联世界杯，结果队伍止步小组赛阶段。